# Israel Schamir

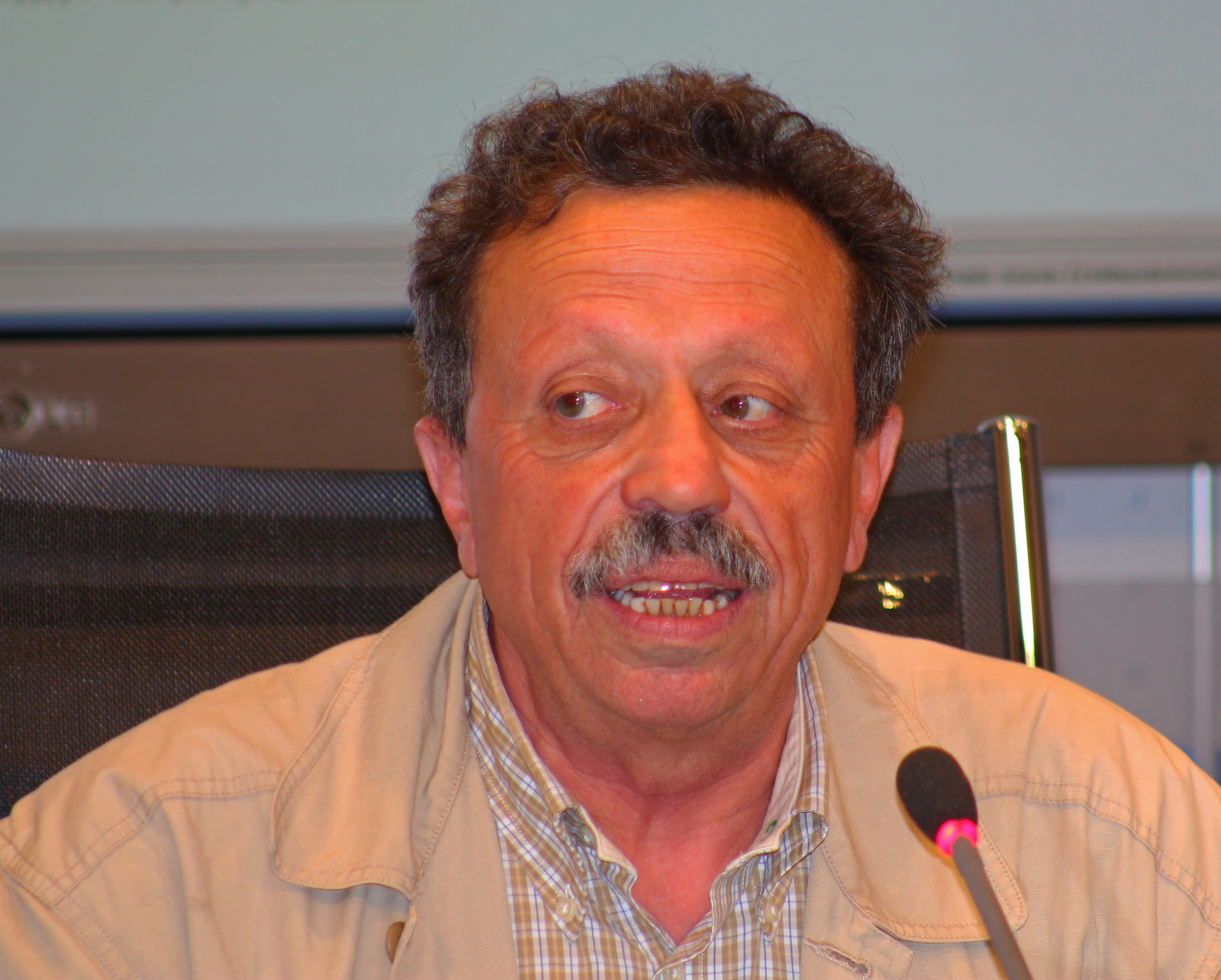
Israel Schamir (2011)

Israel Schamir (englische Schreibweise Israel Shamir), andere Namen: Jöran Jermas, Adam Ermash, Robert David (* 11. Juni 1947 in Nowosibirsk) ist ein russisch-israelischer Schriftsteller und Journalist mit Hauptwohnsitz in Schweden, der der rechtsextremen Szene und dem Kreis der Holocaustleugner zugeordnet wird.

## Leben
Schamir kam als Sohn jüdischer Eltern 1969 nach Israel. Als Soldat einer Fallschirmjägereinheit kämpfte er im Jom-Kippur-Krieg 1973 für Israel. Er übersetzte talmudische Texte, James Joyce, Homer und andere Klassiker ins Russische. Er arbeitete für das staatliche Radio Kol Israel und schrieb für Zeitungen in Israel, Russland und Japan, mehrfach auch unter dem Pseudonym Robert David. Er arbeitet für die Partei Mapam. 1984 bis 1993 war er in Schweden als Jöran Jermas registriert, seit 1998 und Aufenthalten in Israel und Russland lebt er wieder dort. Seit Mai 2005 wird er im Stockholmer Einwohnermeldeamt als Adam Ermash geführt. Norman Finkelstein sagte über Schamir, er habe seine gesamte Lebensgeschichte erfunden.

## Politische Ansichten und Veröffentlichungen
Schamir tritt für die Einstaatenlösung in Palästina unter dem Motto „One Man, One Vote, One State“ (zu deutsch etwa „Ein Bürger, eine Stimme, ein Staat“) ein. Für seine antisemitischen Äußerungen bis hin zur Holocaustleugnung steht er in der Kritik. Unter anderem gebe er den Juden die Schuld am Zweiten Weltkrieg sowie an den Terroranschlägen am 11. September 2001. Im Rahmen seiner journalistischen Tätigkeiten schrieb Schamir auch für die als stark antisemitisch geltende russische Zeitschrift Sawtra und das rechtsextremistische US-amerikanische Vanguard News Network.
Im Frühjahr 2005 wurde die deutsche Übersetzung seines Buches The Flowers of Galilee (deutscher Titel: „Blumen aus Galiläa“) im Wiener Promedia Verlag veröffentlicht. Dabei wird ihm unter anderem die Verbreitung von Lügen und Halbwahrheiten über Israel vorgeworfen. Nach einem Bericht der britischen Zeitschrift Searchlight Magazine vom Mai 2004 bestehen zahlreiche Verbindungen Israel Schamirs und seines norwegischen Übersetzers Hans Olav Brendberg zu rechtsextremen und konspirationistischen Kreisen, so unter anderem zum Deutschen Kolleg von Horst Mahler.
Im August 2009 erklärte Schamir in einem Interview, es sei „die Pflicht jedes Muslim und Christen, den Holocaust zu leugnen, diesen Glauben abzuschütteln“.

## Beziehung zu WikiLeaks
Laut Daniel Domscheit-Berg (Stand 2011) sind Schamir und sein schwedischer Sohn Johannes Wahlström Unterlagenbetreuer („gatekeepers“) von WikiLeaks. Schamir betreue die Auswahl und Verbreitung der Informationen an russische Medien und sein Sohn diejenige an schwedische Medien. Sie hätten seit mehreren Jahren Kontakt zu WikiLeaks. Kristinn Hrafnsson, Sprecher der Enthüllungsplattform, bezeichnete beide öffentlich als „zugehörig zu WikiLeaks“. Die Journalistin Julia Latynina von der russischen Zeitung Nowaja gaseta beschuldigte Schamir der Dokumentenfälschung in mindestens einem Fall und stellte die Frage, was es bedeute, dass sich Julian Assange durch einen Extremisten vertreten ließe.
Diese Zusammenarbeit wurde von Wikileaks mit Schreiben vom 1. März 2011 allerdings dementiert, nachdem Julian Assange sich aufgrund von Nachfragen wegen seiner Verbindungen zu Schamir über eine „jüdische Verschwörung“ gegen ihn (Assange) ausgelassen haben soll. Zuvor (am 8. Februar 2011) hatte sich Assange in einem französischsprachigen Interview wohlwollend über Schamir geäußert und den Hass auf ihn mit dem auf Salman Rushdie verglichen.
Im September 2018 wurden Tausende von internen WikiLeaks-Dokumenten veröffentlicht. Darunter befinden sich E-Mails, Chat-Protokolle, Finanzunterlagen und Videomaterial. Der Leak enthält auch einen Brief von Julian Assange an die russische Botschaft in London vom 30. November 2010. Darin schreibt der WikiLeak-Gründer: „Ich, Julian Assange, gewähre hiermit meinem Freund, Israel Schamir, die Vollmacht, meinen Pass abzugeben und abzuholen, um ein Visum zu erhalten.“ Auf die Frage, ob er für Assange ein russisches Visum organisiert hat, antwortete Schamir, dass er Probleme mit seinem Gedächtnis habe, es aber nicht ausschließen könne. 2011 hatte er in einem Interview mit einem Moskauer Radiosender gesagt, er habe persönlich ein russisches Visum für Assange ausgehandelt.